# Maureen Gardner
Maureen Angela Jane Gardner, coniugata Dyson (Oxford, 12 novembre 1928 – Southampton, 2 settembre 1974), è stata un'ostacolista britannica.

## Palmarès
- Giochi olimpici

Londra 1948: argento negli 80 metri ostacoli.
- Europei

Bruxelles 1950: argento negli 80 metri ostacoli.